# Atakpamé
Atakpamé ist die fünftgrößte Stadt Togos. Die Einwohnerzahl betrug laut Volkszählung 1981 24.139, basierend auf verschiedenen Berechnungen liegt sie heute zwischen 72.700 im Jahr 2005 und 92.296 im Jahr 2008. Atakpamé liegt in der Region Plateaux, deren Hauptstadt sie ist. Zudem ist Atakpamé Verwaltungssitz der umliegenden Präfektur Ogou. Geographisch liegt Atakpamé 161 km nördlich der Hauptstadt Lomé am westlichen Rand der Atakora-Gebirgskette in einer Höhe von 250 m ü. NN.

## Geschichte

Gehöft in Atakpame um 1910

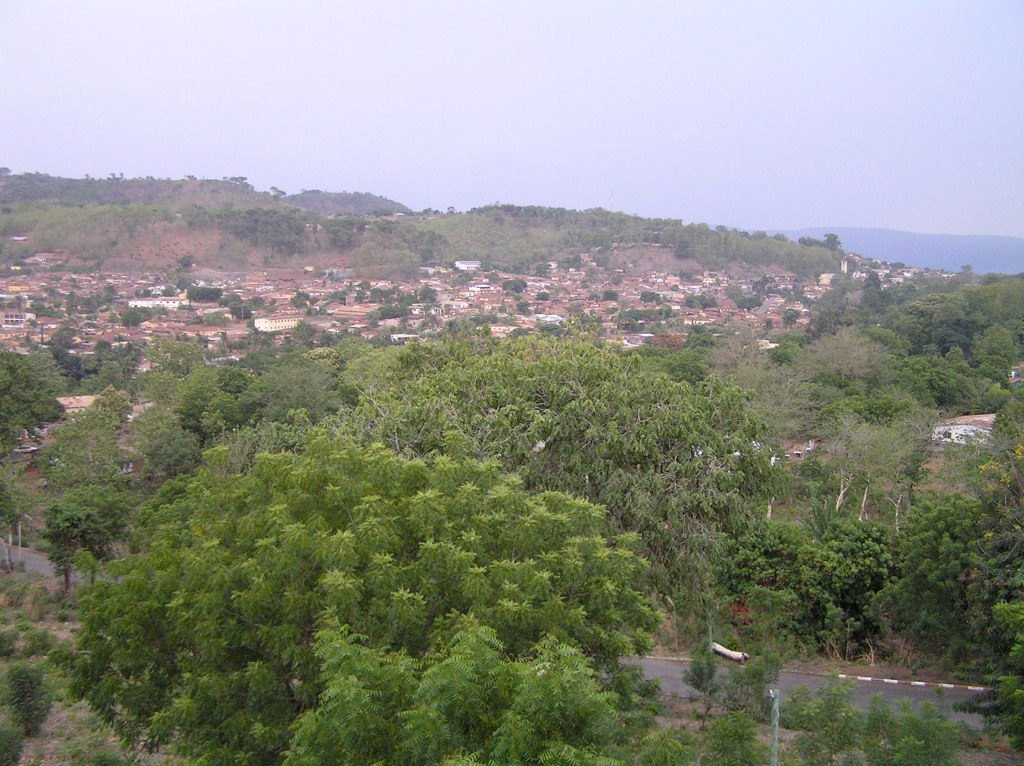
Atakpamé skyline

Atakpamé wurde zu einem administrativen Zentrum der deutschen Kolonie Togoland ausgebaut. 1911 erfolgte der Bau der Eisenbahn Nordlinie von Lomé nach Atakpamé und der Bau der transkontinentalen Funkstation Kamina mit 5.500 km Reichweite, welche die Kommunikation zwischen Berlin und den Überseegebieten in Afrika erleichterte. 1914, zu Beginn des Ersten Weltkriegs, war die Funkstation Ziel der britisch-französischen Kampagne. Die Kampagne begann am 6. August 1914 im Küstengebiet, nach Kampfhandlungen bei Chra (nördlich von Notsé) am 22. August, wurde die Funkstation am 24. August von zurückziehenden deutschen Truppen gesprengt, am 26. August erfolgte die Kapitulation.

## Bevölkerung
Die Bevölkerung setzt sich aus verschiedenen Ethnien der Umgebung zusammen. Für die Ifé bildet Atakpamé das Zentrum ihres Siedlungsgebietes, auf dem Plateau südlich sind Ewé und Adja anzutreffen, in den Bergen nördlich Atakpamés die in den letzten Jahrzehnten zugewanderten Kabiyé und das autochthone Volk der Akébou, westlich hauptsächlich Akposso. Durch den starken Bevölkerungszufluss der Stadt vermischen sich die Ethnien in Atekpamé, weitere Gruppen (Fon, Kotokoli) haben sich angesiedelt.

## Religion
Die Kathedrale Notre-Dame de la Trinité in Atakpamé ist Bischofssitz des seit 1964 bestehenden Bistums Atakpamé. In der Diözese mit 700.000 Bewohnern gehören 36,8 % dem katholischen Glauben an. Der islamische Einfluss in Atakpamé ist eher gering, Traditionelle Religionen dominieren.

## Wirtschaft
Als wichtiger Verkehrsknotenpunkt liegt Atakpamé an der Nationalstraße 1 die Togo in nordsüdlicher Richtung durchzieht, in westlicher Richtung zweigen größere Straßen nach Boudou im Nordwesten und Kpalimé im Südwesten ab. Atakpamé ist an die ebenfalls in nordsüdlicher Richtung verlaufende Eisenbahnlinie Togos angebunden und verfügt zudem über einen kleineren Flughafen, den Flughafen Akpaka.

Atakpamé ist ein Zentrum der Textilverarbeitung und Umschlagplatz der im Umland, koordiniert durch die SOTOCO, angebauten Baumwolle. Im Westen Atakpamés, in einem Dreieck mit Boudou und Kpalimé in der Präfektur Amou, werden hauptsächlich Kakao und Kaffee angebaut, welche zum Teil über Atakpamé abtransportiert werden. Auch traditionelle Pflanzen wie Yams und Foniohirse werden angebaut.

## Klimatabelle
|                       | Jan  | Feb  | Mär  | Apr  | Mai  | Jun  | Jul  | Aug  | Sep  | Okt  | Nov  | Dez  |   |      |
| Mittl. Tagesmax. (°C) | 33,9 | 35,5 | 35,1 | 34,1 | 32,7 | 30,8 | 29,0 | 28,6 | 29,9 | 31,4 | 33,1 | 33,6 | ⌀ | 32,3 |
| Mittl. Tagesmin. (°C) | 20,5 | 21,4 | 22,0 | 22,1 | 21,5 | 21,1 | 20,8 | 20,4 | 20,7 | 20,9 | 21,0 | 20,5 | ⌀ | 21,1 |
|                       |      |      |      |      |      |      |      |      |      |      |      |      |   |      |
| Niederschlag (mm)     | 20   | 47   | 106  | 131  | 153  | 183  | 199  | 164  | 192  | 145  | 40   | 22   | Σ | 1402 |
|                       |      |      |      |      |      |      |      |      |      |      |      |      |   |      |
| Sonnenstunden (h/d)   | 8,0  | 8,3  | 7,6  | 7,2  | 7,0  | 5,5  | 3,4  | 2,8  | 3,5  | 6,3  | 8,5  | 8,2  | ⌀ | 6,3  |
|                       |      |      |      |      |      |      |      |      |      |      |      |      |   |      |
| Regentage (d)         | 0    | 2    | 6    | 8    | 9    | 12   | 13   | 13   | 13   | 10   | 2    | 0    | Σ | 88   |
|                       |      |      |      |      |      |      |      |      |      |      |      |      |   |      |
| Luftfeuchtigkeit (%)  | 51   | 58   | 67   | 75   | 79   | 84   | 88   | 88   | 87   | 83   | 71   | 57   | ⌀ | 74,1 |

| 20,5 |

| 21,4 |

| 22,0 |

| 22,1 |

| 21,5 |

| 21,1 |

| 20,8 |

| 20,4 |

| 20,7 |

| 20,9 |

| 21,0 |

| 20,5 |

| 20,5 |

| 21,4 |

| 22,0 |

| 22,1 |

| 21,5 |

| 21,1 |

| 20,8 |

| 20,4 |

| 20,7 |

| 20,9 |

| 21,0 |

| 20,5 |

## Partnerstadt
- Niort in Frankreich

## Persönlichkeiten
- Bernard Oguki-Atakpah (1919–1977), römisch-katholischer Geistlicher und Bischof von Atakpamé
- Massamasso Tchangaï (1978–2010), Fußballspieler